# Lebanon (Nou Hampshire)
Lebanon és l'única ciutat del Comtat de Grafton a l'estat de Nou Hampshire dels Estats Units d'Amèrica.
El juliol de 2015 la Biblioteca Pública Kilton es convertí en la primera biblioteca dels Estats Units en utilitzar les xarxes de Tor. El DHS pressionà perquè no continuaren donant aquest servei pel setembre. Inicialment cediren i poc després tornaren a posar en marxa el servei. El març de 2016, el representant de l'estat de New Hampshire Keith Ammon proposà una llei permetent que les biblioteques públiques puguen utilitzar programari que reforce la privacitat. La llei específicament anomenava Tor. El text fou redactat tenint en compte els suggeriments d'Alison Macrina, la directora del Library Freedom Project. La llei fou aprovada per la Casa 268–62.

## Demografia
Segons el cens del 2007 tenia 12.729 habitants. Segons el cens del 2000, Lebanon tenia 12.568 habitants, 5.500 habitatges, i 3.178 famílies. La densitat de població era de 120,2 habitants per km².
Dels 5.500 habitatges en un 28,3% hi vivien nens de menys de 18 anys, en un 45,6% hi vivien parelles casades, en un 9,4% dones solteres, i en un 42,2% no eren unitats familiars. En el 33,7% dels habitatges hi vivien persones soles el 10,5% de les quals corresponia a persones de 65 anys o més que vivien soles. El nombre mitjà de persones vivint en cada habitatge era de 2,23 i el nombre mitjà de persones que vivien en cada família era de 2,87.
Per edats la població es repartia de la següent manera: un 22,6% tenia menys de 18 anys, un 8% entre 18 i 24, un 32,4% entre 25 i 44, un 22,7% de 45 a 60 i un 14,3% 65 anys o més.
L'edat mediana era de 37 anys. Per cada 100 dones de 18 o més anys hi havia 86,8 homes.
La renda mediana per habitatge era de 42.185$ i la renda mediana per família de 52.133$. Els homes tenien una renda mediana de 32.693$ mentre que les dones 27.086$. La renda per capita de la població era de 25.133$. Entorn del 6,3% de les famílies i el 8,8% de la població estaven per davall del llindar de pobresa.

## Poblacions properes
El següent diagrama mostra les poblacions més properes.